# Discocyrtus testudineus
Discocyrtus testudineus es una especie de arácnido  del orden Opiliones de la familia Gonyleptidae. El Orden Opiliones comprende arácnidos de hallazgo frecuente, aunque en Argentina sean casi desconocidos por el común de la gente, pues se los confunde con arañas. La mayoría tiene hábitos nocturnos, ocultándose durante el día bajo piedras, troncos, cortezas, etc. A pesar del aspecto extraño de algunas especies, ningún opilión posee veneno, siendo todos ellos inofensivos para las personas. Los Doscocyrtus teatudineus pueden ser marrón oscuro o marrón claro. Tienen dos "cuernitos" en su parte trasera. A veces viven en grupos. Se alimentan de insectos.

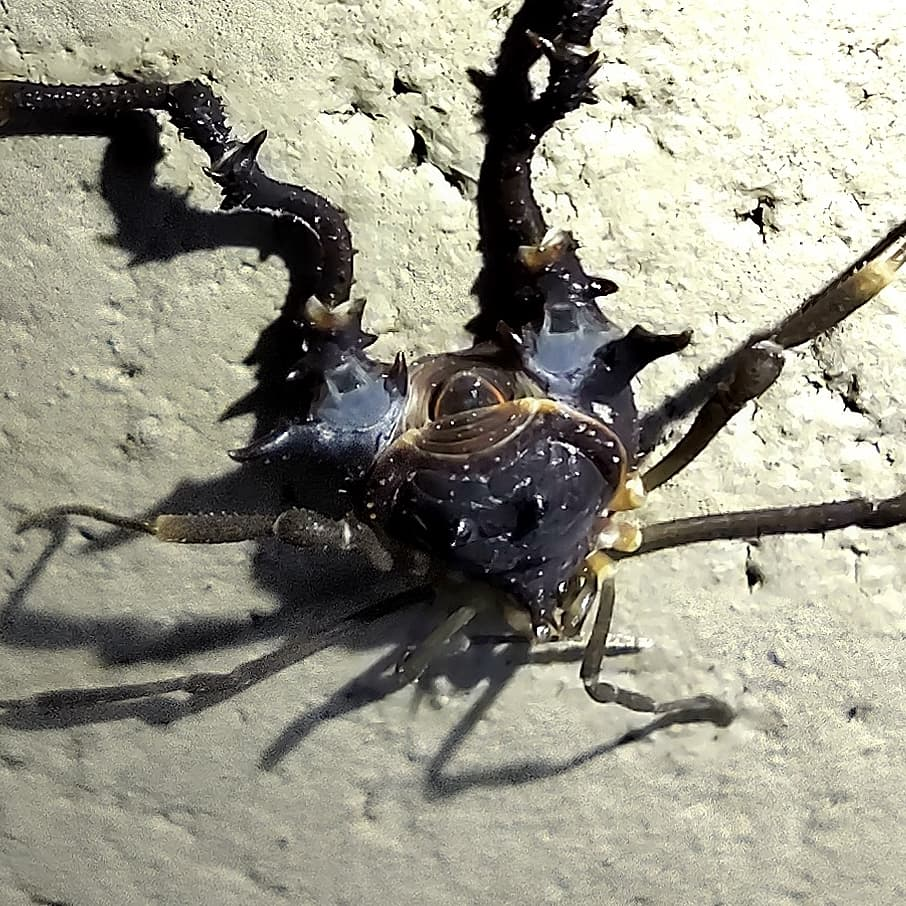
Parte trasera

## Distribución geográfica
Se encuentra en Argentina , Chile y Paraguay.